# Мильковцы
Мильковцы (Milcovci), также известные как мильцы (Milci) или мильчане южнославянские — булгаро-славянское племя, жившее вдоль реки Мильков (приток реки Путны в Румынии, течёт около Фокшан; отделяет Молдавию от Валахии).
Шафарик отождествил с мильковцами упоминаемое в «Баварском географе» племя Miloxi, состоящее из 67 общин.